# Złów i wypuść
Złów i wypuść (ang. Catch and Release) – amerykańska komedia romantyczna z 2006 roku.

## Główne role
- Jennifer Garner – Gray
- Timothy Olyphant – Fritz
- Sam Jaeger – Dennis
- Kevin Smith – Sam
- Juliette Lewis – Maureen
- Joshua Friesen – Mattie
- Fiona Shaw – Pani Douglas
- Tina Lifford – Eve
- Georgia Craig – Persephone